# Cinco Pinos
Cinco Pinos é um município da Nicarágua, situado no departamento de Chinandega. Tem 60 km² de área e sua população em 2020 foi estimada em 7.345 habitantes.